# Васильово (Болгарія)
Васильо́во (болг. Васильово) — село в Ловецькій області Болгарії. Входить до складу общини Тетевен.

## Населення
За даними перепису населення 2011 року у селі проживали 275 осіб, з них 274 особи (99,6 %) — болгари.
Розподіл населення за віком у 2011 році:
Динаміка населення: